# Romaric
Romaric, właśc. Christian Koffi N’Dri (ur. 4 czerwca 1983 w Abidżanie) – iworyjski piłkarz występujący na pozycji pomocnika, reprezentant swojego kraju.

## Kariera klubowa
Romaric zaczynał karierę w największym klubie swojego kraju, ASEC-u Mimosas. W 2003 przeniósł się do belgijskiego KSK Beveren, w którym większość składu stanowią piłkarze pochodzący z Wybrzeża Kości Słoniowej. Z klubem z Belgii wywalczył finał krajowego pucharu w 2004.
W 2005 przeniósł się do drużyny beniaminka Ligue 1 Le Mans UC72 w którym występował do 2008 roku. W tym roku przeszedł do Primera División, do drużyny Sevilla FC, gdzie zastąpił Seydou Keitę, który przeszedł do FC Barcelona.
W 2011 roku został wypożyczony do Espanyolu. W barwach katalońskiego zespołu rozegrał 28 meczów i zdobył 3 bramki.
28 lipca 2012 roku podpisał dwuletni kontrakt z Realem Saragossą.
31 lipca 2013 roku podpisał kontrakt z SC Bastia. Grał w nim dwa lata. W 2015 przeszedł do Omonii Nikozja. W 2016 został zawodnikiem indyjskiego NorthEast United FC.
| Sezon   | Klub                | Kraj      | Rozgrywki                 | Mecze | Bramki | Rozgrywki Europy   | Mecze | Bramki |
| ------- | ------------------- | --------- | ------------------------- | ----- | ------ | ------------------ | ----- | ------ |
| 2003/04 | KSK Beveren         | Belgia    | Jupiler League            | 12    | 5      | –                  | –     | –      |
| 2004/05 | KSK Beveren         | Belgia    | Jupiler League            | 32    | 13     | Liga Europy UEFA   | 8     | 3      |
| 2005/06 | UC Le Mans          | Francja   | Ligue 1                   | 21    | 0      | –                  | –     | –      |
| 2006/07 | UC Le Mans          | Francja   | Ligue 1                   | 35    | 5      | –                  | –     | –      |
| 2007/08 | UC Le Mans          | Francja   | Ligue 1                   | 33    | 2      | –                  | –     | –      |
| 2008/09 | Sevilla FC          | Hiszpania | Liga BBVA                 | 35    | 1      | Liga Europy UEFA   | 6     | 1      |
| 2009/10 | Sevilla FC          | Hiszpania | Liga BBVA                 | 19    | 1      | Liga Mistrzów UEFA | 4     | 0      |
| 2010/11 | Sevilla FC          | Hiszpania | Liga BBVA                 | 26    | 1      | Liga Europy UEFA   | 5     | 1      |
| 2011/12 | RCD Espanyol (wyp.) | Hiszpania | Liga BBVA                 | 28    | 3      | –                  | –     | –      |
| 2012/13 | Real Saragossa      | Hiszpania | Liga BBVA                 | 12    | 0      | –                  | –     | –      |
| 2013/14 | SC Bastia           | Francja   | Ligue 1                   | 34    | 4      | –                  | –     | –      |
| 2014/15 | SC Bastia           | Francja   | Ligue 1                   | 26    | 0      | –                  | –     | –      |
| 2015/16 | Omonia Nikozja      | Cypr      | Protathlima A’ Kategorias | 30    | 0      | –                  | –     | –      |

Stan na: konie sezonu 2015/2016

## Kariera reprezentacyjna
Romaric rozegrał w reprezentacji Wybrzeża Kości Słoniowej 31 meczów. W 2006 był w składzie drużyny, która wywalczyła drugie miejsce w Pucharze Narodów Afryki w Egipcie po przegranym po rzutach karnych z gospodarzami turnieju. W reprezentacji Henriego Michela zadebiutował również na Mistrzostwach Świata w 2006, w drugim meczu grupowym z Holandią. Drużyna jednak odpadła z turnieju już po fazie grupowej.